# Parque Lo Morant
Parque Lo Morant är en park i Spanien.   Den ligger i provinsen Provincia de Alicante och regionen Valencia, i den sydöstra delen av landet, 400 km sydost om huvudstaden Madrid. Parque Lo Morant ligger 69 meter över havet.
Terrängen runt Parque Lo Morant är huvudsakligen platt, men västerut är den kuperad. Havet är nära Parque Lo Morant åt sydost. Närmaste större samhälle är Alicante, 2,8 km söder om Parque Lo Morant. Runt Parque Lo Morant är det i huvudsak tätbebyggt.